# (6607) Matsushima
(6607) Matsushima es un asteroide perteneciente al cinturón de asteroides, región del sistema solar que se encuentra entre las órbitas de Marte y Júpiter.
Fue descubierto el 29 de octubre de 1991 por Kin Endate y Kazuro Watanabe desde el observatorio de Kitami.

## Designación y nombre
Designado provisionalmente como 1991 UL2, fue nombrado en honor a Koichi Matsushima (n. 1938), jefe del Laboratorio de Instrumentación, División de Sistemas de Control, Laboratorio Nacional Aeroespacial. Desempeñó un papel fundamental en el diseño del programa japonés de exploración de planetas menores. También promovió la investigación sobre planetas menores, cometas y meteoritos.

## Características orbitales
Matsushima está situado a una distancia media del Sol de 2,622 ua, pudiendo alejarse hasta 2,914 ua y acercarse hasta 2,330 ua. Su excentricidad es 0,111 y la inclinación orbital 4,691 grados. Emplea 1550,87 días en completar una órbita alrededor del Sol.

## Características físicas
La magnitud absoluta de Matsushima es 12,86. Tiene 7,359 km de diámetro y su albedo se estima en 0,358.